# SPAL Ferrara
Pour les articles homonymes, voir SPAL.
Maillots
La Società Polisportiva Ars et Labor (le plus souvent appelé SPAL), est un club italien de football, basé à Ferrare dans la province de Ferrare, en Émilie-Romagne. 
En 2012 le club, criblé de dettes, dépose le bilan et ne s'engage pas pour la saison 2012-2013. En 2013, l'équipe fusionne avec sa voisine de Giacomense, basée à Masi Torello, pour devenir la SPAL 2013. En 2016-2017, le club participe à la Serie B, soit le deuxième niveau niveau du football italien. En finissant premier de son championnat, la SPAL rejoint la Serie A pour la saison 2017-2018, un niveau que le club n'avait plus atteint depuis 1968.

## Changements de nom
- 1907 : fondation du club sous le nom de Ars et Labor
- 1907-1913 : Ars et Labor
- 1913-1919 : Associazione Calcio Ferrara
- 1919-1939 : Società Polisportiva Ars et Labor
- 1939-1945 : Associazione Calcio Ferrara
- 1945-2005 : Società Polisportiva Ars et Labor
- 2005-2012 : SPAL 1907
- 2012-2013 : Società Sportiva Dilettantistica Real SPAL
- 2013-2018 : SPAL 2013
- 2018-2025 : SPAL Srl
- Depuis 2025 : Ars et Labor Ferrara[2]

## Joueurs emblématiques
- Alberto Bigon
- Marco Borriello
- Daniele Cacia
- Fabio Capello
- Sergio Cervato
- Luigi Delneri
- Salvatore Esposito
- Sebastiano Esposito
- Sergio Floccari
- Manuel Lazzari
- Carlo Mazzone
- Alex Meret
- Fulvio Nesti
- Caleb Okoli
- Alberto Orlando
- Egisto Pandolfini
- Sergio Pellissier
- Andrea Petagna
- Armando Picchi
- Giuseppe Rossi
- Emiliano Viviano
- Etrit Berisha
- Erwin Waldner
- Radja Nainggolan
- Igor Julio
- Gabriel Strefezza
- Andy Selva
- Alfred Gomis
- Vanja Milinković-Savić
- Jasmin Kurtić
- Johan Djourou
- Dan Ekner

## Palmarès
- Championnat d'Italie de Serie B (D2)
  - Champion : 1951 et 2017

- Championnat d'Italie de Serie C / C1 (D3)
  - Champion : 1938, 1973, 1978, 1992, 2016
  - Vice-champion : 1943, 1943, 1970 et 1971

- Championnat d'Italie de Serie C2 (D4)
  - Champion : 1998

- Coupe d'Italie
  - Finaliste : 1962

- Coupe d'Italie de Serie C
  - Vainqueur : 1999
  - Finaliste : 1989

- Supercoppa di Lega Pro
  - Vainqueur : 2016

## Effectif actuel

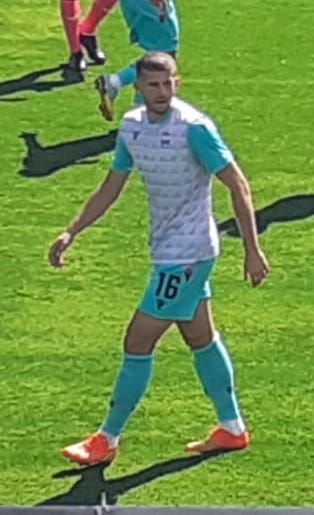
Luca Valzania est un footballeur italien. Il évolue au poste de milieu défensif à l'US Cremonese